# Templerkommende Tempelachim
Die Templerkommende Tempelachim war eine Niederlassung des Templerordens in der heutigen Siedlung Tempelhof der Gemeinde Schladen-Werla im Landkreis Wolfenbüttel (Niedersachsen). 1213 wurde den Templern hier erstmals Grundbesitz verkauft. Es folgten bis 1289 weitere Güter, sodass eine Kommende und ein Tempelhof aufgebaut wurden. 1303 wird ein Komtur erwähnt, der die Existenz einer Kommende belegt. Nach der Auflösung des Templerordens 1312 durch Papst Clemens V. sollten die Templergüter eigentlich dem Johanniterorden übereignet werden. Bischof Albrecht I. von Halberstadt zog die Kommende Tempelachim ein und sein Nachfolger Albrecht II. ließ die Kirche befestigen. Sie wurde 1338 von Braunschweiger Bürgern erstürmt und entfestigt. Tempelhof blieb im Besitz des Hochstifts Halberstadt (ab 1648 Fürstentum Halberstadt) und war Teil des Amtes Hornburg.

## Lage
Aus der Niederlassung der Templer (Tempelhof) in der Nähe des Ortes Achim entstand der heutige Ortsteil Tempelhof der Gemeinde Schladen-Werla (Landkreis Wolfenbüttel). Er liegt ca. zweieinhalb Kilometer nordwestlich von Hornburg und viereinhalb Kilometer nordöstlich von Schladen. In der von Marie-Luise Heckmann 2014 publizierten Karte der Templerniederlassungen in Deutschland ist Tempelachim nicht verzeichnet bzw. wohl irrtümlich nach Achim an die Weser im Landkreis Verden verlegt worden.

## Geschichte
Die Kommende in Tempelhof soll nach Bernd Ulrich Hucker von Kaiser Otto IV. (1198 bis 1218 bzw. 1208 bis 1211) gefördert oder initiiert worden sein. 1213 erwarben sie dort erstmals Grundbesitz, als Propst Walter und der Konvent des Klosters Dorstadt den Templern die villula Ricmiderode im Steinfeld bei Achim verkauften. Die Transaktion erhielt die Genehmigung von Bischof Hartbert von Hildesheim und die Zustimmung von Graf Heinrich von Schladen sowie des Vogtes Dietrich von Flöthe, die auf ihre Rechte verzichteten. Der neue Hof der Templer wurde sehr bald Tempelachim (oder Tempel-Achim) genannt, die villula Ricmiderode wurde danach nicht wieder erwähnt. 1257 erhielten die Templer von Burggraf Burkhard von Querfurt eine weitere Hufe in Tempelachim und eine halbe Hufe in Oster-Achim (= Achim). Aus dem Erbe ihres ersten Gatten Siegfried von Lichtenberg stiftete Margarete von Kranichfeld 1261 dem Templerorden zwei Hufen zu Osterachim, dies wurde von Bischof Volrad von Halberstadt bestätigt. Bischof Volrad überließ der Kommende 1263 auch den Zehnten in (Oster-)Achim. 1289 kauften die Templer den Klosterhof Abbenrode des Klosters Wöltingerode für 70 Mark Silber und wiesen ihn der Kommende Tempelachim zu.
Am 7. Mai 1303 verkaufte Bruder Friedrich Sylvester, Präzeptor der Templer in Deutschland und im Wendland, eine jährliche Rente in Höhe von zehn Mark aus den Ordenshöfen Süpplingenburg und Tempelachim an einen Johannes, genannt Felix, und an einen Heinrich, genannt beim Kirchhof, beide Braunschweiger Bürger, gegen ein Darlehen von 100 Mark Silber Braunschweiger Gewichts und Währung. Die Rente war jedes Jahr bis zur Rückzahlung des Darlehens zu Martini fällig.
Am 14. April 1305 zog der neue Templerpräzeptor Friedrich von Alvensleben die Rente von zehn Mark Silber wieder ein, die sein Vorgänger am 7. Mai 1303 an Johann Felix und Heinrich vom Kirchhof aus den Höfen Süpplingenburg und Tempelachim verschrieben hatte, und übertrug ihnen stattdessen und gegen Zahlung von weiteren 50 Mark Silbers den Zehnt und sieben Hufen zu Callem (Wüstung).
Papst Clemens V. verfügte in seinen zwei Bullen von 1312, in denen er die Auflösung des Templerordens verkündete, dass die Templergüter an die Johanniter übergeben werden sollten. Die Übertragung bzw. die Inbesitznahme gestaltete sich für die Johanniter in vielen Fällen sehr schwierig. Im Oktober 1317 beauftragte das in Frankfurt am Main zusammengekommene Provinzialkapitel der Johanniter-Ordensprovinz Alemania den aus Italien stammenden Paolo da Modena damit, „die ehemaligen Templergüter vom Erzbischof von Magdeburg, vom Bischof von Halberstadt, den ehemaligen Templern und anderen geistlichen und weltlichen Personen einzufordern.“ Dieser Beschluss besagt recht eindeutig, dass es bis zu diesem Zeitpunkt (letztes Quartal des Jahres 1317) noch nicht gelungen war, die Güter des aufgelösten Templerordens im Bistum Halberstadt zu übernehmen.
Die Kommende Tempelachim hatte Bischof Albrecht I. von Halberstadt (1304–1324) eingezogen und seinem Amt Hornburg einverleibt. Auch Bischof Albrecht II. (1325–1358) gab die ehemalige Templerkommende nicht (mehr) heraus. Die Zugehörigkeit von Tempelachim zum Amt Hornburg ist auf jeden Fall für 1334 bezeugt. Wahrscheinlich war es auch Bischof Albrecht II., der die Kirche befestigen ließ. In den Jahren vor/bis 1338 benutzten anscheinend (oder angeblich?) halberstädtische Gefolgsleute den befestigten Hof und die Kirche als Stützpunkt für Raubzüge in braunschweigisches Gebiet. Die Braunschweiger eroberten 1338 die burgartig befestigte Kirche und „entfestigten“ sie; sie wurde dabei anscheinend weitgehend zerstört. Daraufhin klagte Bischof Albrecht II. von Halberstadt gegen die Stadt Braunschweig. In dem Streit versuchte sogar Papst Benedikt XII. zu vermitteln.
Der Großprior der Johanniter in Deutschland Conrad von Brunsberg erhielt 1366 vom Generalkapitel in Avignon die Erlaubnis, die zur Ballei Sachsen, Mark, Wendland und Pommern gehörigen Güter Tempelburg, Schöneck, Lagow und Aka mit Genehmigung des Herrenmeisters der Ballei Brandenburg zu verkaufen. Mit dem Erlös sollten Schulden des Ordens abgetragen werden, die Bruder Hugo von Werdenberg für die obere Ballei (superior provincia sive Bacilia Alamanniae) gemacht hatte. Während die Kommenden Tempelburg, Lagow und Schöneck eindeutig zu identifizieren sind, gestaltet sich die Deutung von Aka schwierig. Die Stadt Aken (Elbe) kommt nicht in Frage, denn die dortige Komturei war eine Deutschordenskomturei. Auch Aachen kommt nicht in Frage, da die Stadt natürlich nicht zur Ballei Sachsen, Mark, Wendland und Pommern gehörte. Leopold von Ledebur versuchte daher Aka mit Achim bzw. Tempel-Achim zu identifizieren. Bisher wurde diese Arbeit in der Folgeliteratur übersehen.
Ein Verkauf der Templerkommende Tempelachim 1366 ließe die Möglichkeit zu, dass die Johanniter nach dem Tod von Bischof Albrecht II. († 1358) doch noch in den Besitz der ehemaligen Templerkommende gekommen wären und sie rasch danach verkauft hätten (vgl. die Kommende Quanthof oder die ehemalige Templerkommende Braunschweig) oder sich zumindest die Rechte an der Kommende abkaufen ließen. Über einen derartigen Verkauf ist keine Urkunde erhalten. Die drei erstgenannten Johanniter-Kommenden wurden 1366 schließlich doch nicht verkauft, es ist folglich eher wahrscheinlich, dass auch die Kommende Aka nicht verkauft wurde. Eine alternative Deutung für Aka wäre die Kommende Zachan, die auch besser in den Gebietsrahmen, der von den drei anderen Kommenden vorgegeben wird, passen würde.
Zu bedenken ist auch die Möglichkeit, dass der Templerhochmeister (praeceptor) Friedrich von Alvensleben die Kommende Tempelachim noch vor der Auflösung des Templerordens an den Bischof von Halberstadt verkauft hat. 1306 verkaufte er den Tempelhof in Halberstadt mit seinem Zubehör an vier Brüder von Freckleben. Papst Clemens V. verfügte in seiner Bulle vom 2. Mai 1312, dass nur diejenigen Güter dem Johanniterorden übertragen werden sollten, die der Templerorden im Oktober 1308 noch besaß. Ein Verkauf müsste also vor Oktober 1308 stattgefunden haben. Aufgrund fehlender Urkunden bleibt auch diese Möglichkeit reine Spekulation.
Die Kommende Tempelachim war ein großer Besitz der Templer. 1928 bei der Vereinigung mit der Stadt Hornburg umfasste der Gutsbezirk Tempelhof 600 Hektar sowie das entfernt liegende Abbenrode.

## Komture / Kommendatoren
- 1303 Fredhericus de Meyghendorp, Kommendator[7]
- 1306 Heinrich von Benstede, Kommendator in Achim[17]

## Gebäude
Von den Gebäuden der ehemaligen Templerniederlassung Tempelachim ist oberirdisch nichts erhalten. 1339 wird die Kirche erwähnt, die 1338 von Braunschweiger Bürgern gestürmt wurde. Sie war einige Jahre vorher befestigt worden. Sie wird in den Urkunden als burgartig mit einem Turm beschrieben. Sie soll kaum noch als Kirche erkennbar gewesen sein. Einen Burgwall südlich des heutigen Wohnplatzes an der Ochsenweide bringt Heutger mit dem befestigten Hof der Templer in Verbindung. Er nennt auch eine Flur Tempelfeld bei Tempelhof. Die heutige kleine Siedlung Tempelhof muss nicht zwingend exakt an der Stelle des Templerhofes liegen. Bei Tempelhof liegt auch eine bronzezeitliche Befestigungsanlage.

## Belege